# Zobelschloss (Distelhausen)

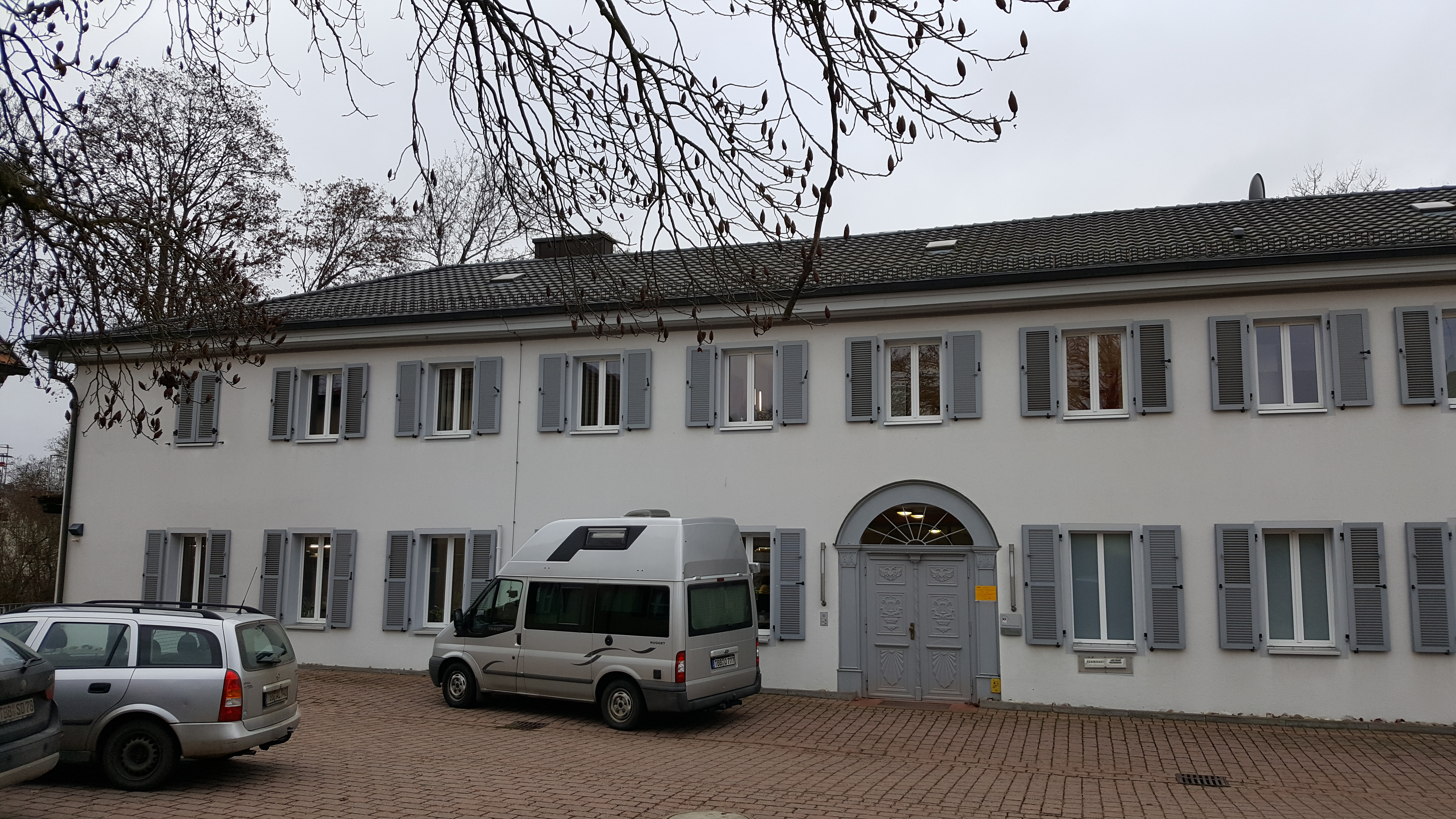
Das Zobelschloss in Distelhausen, Medienzentrum des Main-Tauber-Kreises (2016)

Das Zobelschloss, auch Neues Schloss genannt, in Distelhausen, einem Stadtteil von Tauberbischofsheim im Main-Tauber-Kreis, wurde im Jahre 1840 durch die Familie von Zobel errichtet. Seit 2003 dient das Schloss als Medienzentrum des Main-Tauber-Kreises.

## Geschichte

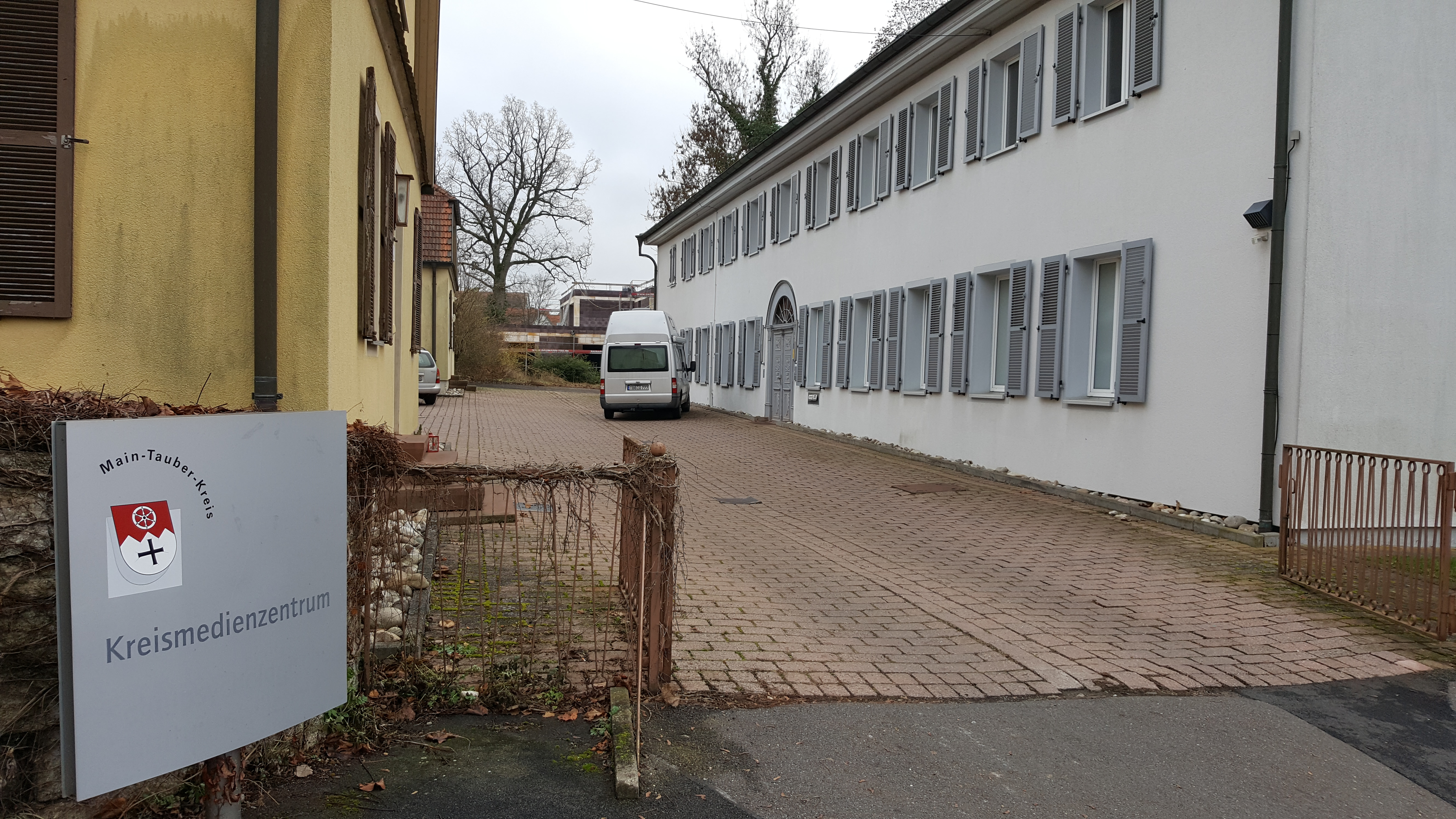
Blick auf die Zufahrt zum Kreismedienzentrum (2016)

Der 1840 als Sommersitz der Familie von Zobel errichtete Bau wird von den Distelhäusern heute noch immer das neue Schloss genannt. Dabei handelt es sich um einen historischen Fachwerkbau. Adelige Damen bewohnten das Anwesen noch bis in die 1920er Jahre. Während des Ersten Weltkrieges diente das Schloss vorübergehend als Kriegsgefangenenlager für russische Kriegsgefangene. Später fiel das Anwesen in Privatbesitz und diente als Gärtnerei, bevor es an die Gemeinde Distelhausen und Mitte der 50er Jahre an den Landkreis Tauberbischofsheim verkauft wurde. Von 1958 bis 1970 befand sich hier eine Landwirtschaftsschule. Seit 2003 befindet sich in dem Gebäude das Kreismedienzentrum (vormals Kreisbildstelle) des Main-Tauber-Kreises.
Auf dem Gelände des ehemaligen Parks des Zobelschlosses wird das Seniorenwohnheim St. Hannah errichtet. Die Grundsteinlegung erfolgte am 30. Mai 2016. Die Fertigstellung sollte bereits im Herbst 2017 erfolgen.